# Żurbińce
Żurbińce – wieś w rejonie koziatyńskim obwodu winnickiego.